# 富山地方鉄道海岸線

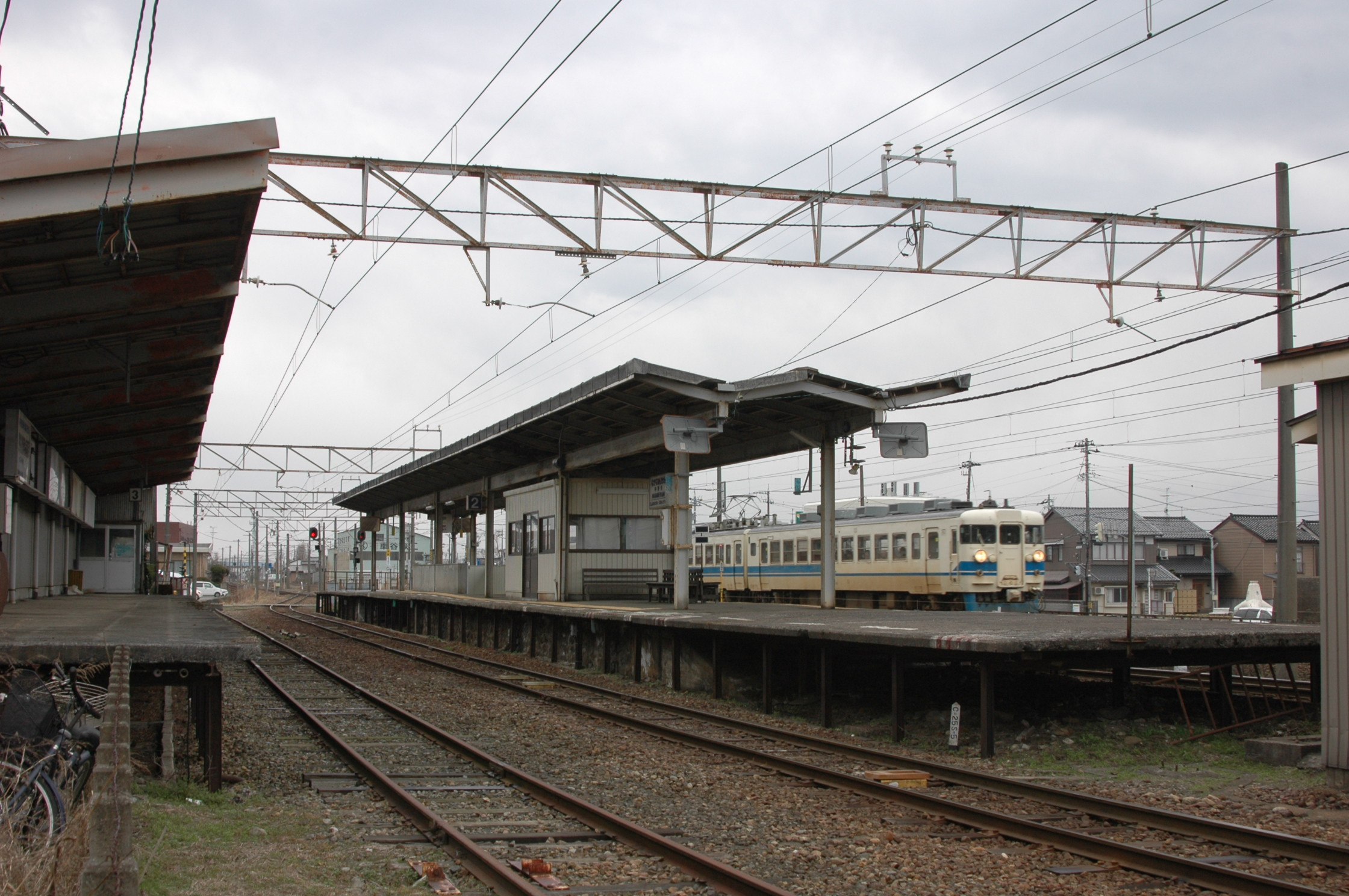
かつて中滑川駅に存在した3番線（画像左側、2011年3月）
ここに海岸線が乗り入れる予定であった

海岸線（かいがんせん）とは、かつて富山県北部の富山湾沿岸地帯において敷設を計画されていた富山地方鉄道の未成線である。

## 概要
富山地方鉄道海岸線は主として東岩瀬より海岸沿いに浜黒崎、水橋を経由して滑川に達する鉄道の路線として計画された未成線であり、1937年（昭和12年）に富山地方鉄道の前身である富山電気鉄道が富岩鉄道を傘下におさめたことを端緒として構想が練られ、最初の鉄道敷設免許の申請は1940年（昭和15年）8月31日に行われた。然るにこの申請は戦時の交通統合に伴う富岩線の国有化によって有耶無耶となり、1945年（昭和20年）12月には具体的結論が出ぬまま免許申請書類は返戻となり立消えとなった。戦後も幾度にもわたって富山地方鉄道はこの路線の実現のため免許申請を行い、沿線の各市町村においても海岸線敷設促進期成同盟会を結成するなど海岸線実現のための運動が行われたが、種々の困難のため行われた度重なる実施計画の変転によって月日は流れ、次第にモータリゼーションの波が押寄せて富山地方鉄道の経営にも翳りが見え始めた。ここにおいて1973年（昭和48年）6月19日、富山地方鉄道は鉄道敷設免許廃止の認可申請を行うに至り、遂に同路線は未成線となったのである。2014年（平成26年）の駅舎改築工事以前に中滑川駅にあった3番線は、この海岸線のために建設されたものであったといわれている。

## 歴史
- 1937年（昭和12年）12月12日 - 富山電気鉄道が富岩鉄道を傘下に収め、同社社長に佐伯宗義が就任する[1]。朝鮮における事業資金を必要としていた富岩鉄道社長加藤金次郎と、富山県一市街化を目論む佐伯の利害の一致によるものといわれる[3]。
- 1940年（昭和15年）8月31日 - 富山電気鉄道が滑川・東岩瀬間の鉄道敷設免許を申請する[1]。
- 1941年（昭和16年）12月1日 - 富山電気鉄道が富岩鉄道線を譲受し、これを同社の富岩線とする[1][3]。
- 1943年（昭和18年）
  - 1月1日 - 富山県交通統合実施により、資本金1250万円を以て佐伯宗義を社長とし富山地方鉄道株式会社が発足する[1]。
  - 6月1日 - 富山地方鉄道富岩線を国有化し富山港線となる[4]。1942年（昭和17年）閣議決定の「戦時陸運ノ非常体制確立ニ関スル件」に端を発する戦時における物資輸送のための国策であり[5]、同社は「国家が大局より見て富岩線の国鉄編入が必要とあるならば喜んで供出」するとし、同年1月23日に政府との間に買収協定書が調印されていた[3]。
- 1945年（昭和20年）12月 - 1940年（昭和15年）に申請していた鉄道敷設免許申請書が返戻される[1]。

- 1946年（昭和21年）
  - 6月 - 平塚常次郎運輸大臣に対し戦時買収に応じた私鉄及びその承継会社と共に富山港線復帰の陳情を行う[3]。
  - 11月 - 再度その陳情を行う[3]。

- 1947年（昭和22年）8月 - 元鶴見臨港鉄道社長山田胖を会長に据え「被買収鉄道還元期成同盟会」を結成し、戦時買収の各路線の還元を請願する[3]。
- 1948年（昭和23年）11月22日 - 国有鉄道審議会が被買収鉄道還元期成同盟会の請願を却下する[3]。
- 1949年（昭和24年）6月1日 - 日本国有鉄道法施行に伴い、富山港線が日本国有鉄道（国鉄）に継承される[6]。
- 1953年（昭和28年）3月27日 - 富山地方鉄道が1940年（昭和15年）に富山電気鉄道が申請したものと全く同じ鉄道敷設免許申請を提出する[1]。これに前後して富山港線の貸与、供用を国鉄に対し申入れていたという[3]。
- 1954年（昭和29年）4月1日 - 富山港線の払下げの目処が立たないので、1953年（昭和28年）に申請した免許申請を取下げ、再度電鉄富山駅 - 奥田 - 東岩瀬 - 中滑川間（17.2粁[注釈 1]）の鉄道敷設免許を申請する[1]。
- 1955年（昭和30年）6月15日 - 富山県議会において佐伯宗義が講演し、海岸線について次の如く発言する[7]。曰く、「富山地方鉄道は何をやらなけれなならないかについてお話をすると、富山地方鉄道が、今後やるべきものとしては富山から水橋を通って岩瀬に至るもの、これはいままでに実現していなければならない線ですが、残念ながら国有鉄道が富岩鉄道をとってしまったために実現しておらないのです（中略）元来国有鉄道の必要なものは何かと言うと、ここ（引用者註：富山港線）では岩瀬の港湾貨物なんです。この貨物は全国的に動きますから、これを運ぶために鉄道がほしいのです（中略）ところがあの富岩線を利用している旅客というものは、これは富山市の市内交通です。ですから国が必要とするものは国、地方の発展に必要なものは地方がもつというようになるならばよいのではないか（中略）それで、いま国鉄が岩瀬の鉄道をもっていってしまっているので、先ほどの計画ができていないということなのです。しかし水橋の方は認可申請ができておるのであります。これが第一の問題であります」[7]。
- 1957年（昭和32年）
  - 5月 - 富山市、滑川市及び中新川郡水橋町の市町長、議長、商工会議所会長等を中心に海岸線敷設促進期成同盟会が結成される[1]。
  - 9月 - 運輸省係官による現地調査が行われる[1]。
- 1958年（昭和33年）
  - 6月11日 - 運輸審議会件名表に電鉄富山駅 - 中滑川駅間の地方鉄道敷設免許申請を登載する[8]。
  - 9月2日 - 同年5月28日付鉄監第576号により諮問された電鉄富山駅 - 中滑川駅間（17.2粁）の免許申請が、運輸審議会により適当と認められる（昭和33年運審第112号）[9]。答申書中の理由に曰く、「富山県における地方的交通は主として申請者の地方鉄道、軌道及びバスによつて担当され、県内東部には主要路線として当社の本線が敷設されているが、同線は主として山麓地域の交通を担当するに止まり国鉄北陸本線も海岸線より相当の距離にあるため、県工業の集結地である富岩地帯と労働力の供給源である下、中新川郡を直結するルートを欠いているので、本申請線の敷設は、従来より強く要望されていたものである。本申請線の敷設により既設山麓線と相対し海岸線として前記工業地帯、水橋町及び海岸地域一帯の町村と滑川市との直結により頻繁なる交通需要を充足して、交通不便が解消されるとともに輸送力が飽和状態にある山麓線の複線的効用をも兼ね、富山対滑川以遠の交通は時間的にも距離的にも短縮されて経営上多大の効用があり、加えて同県の都市計画と多年にわたる地元民の要望にも答えることになる。したがつて、この申請は免許することが適当である」[9]。
  - 9月30日 - 1954年（昭和29年）の敷設免許申請が受理され、これを附与される[1]。工事施工期限は1961年（昭和36年）9月29日とされた[1]。
- 1960年（昭和35年）9月6日 - 海岸線敷設促進期成同盟会と富山地方鉄道見角工務建設担当取締役等の間に中新川郡水橋町役場において会合が行われ、中滑川駅より魚躬、市江を経由して上市川、白岩川、常願寺川を横断し、浜黒崎を通って岩瀬に通ずる路線の具体的計画案について話し合った[10]。富山地方鉄道はこの際、市江より水橋町役場北側を通る北線と市江より水橋町上水道第一水源地南側を通る南線を提示したが、北線は水橋町立水橋中学校及び水橋町立水橋中部小学校共用の運動場を横切ることとなるため反対の声があがり、水橋町当局は市江より水橋町上水道第一水源地北側を経由して、水橋農協前より常願寺川へ至るという富山地方鉄道側が提示した北線と南線の中間を実現してほしいと要望した[10]。富山地方鉄道はこれを受け、その中間線について検討を行うことを約し散会した[10]。この時点において水橋町内においては2か所の駅設置が予定されていたという[10]。
- 1961年（昭和36年）
  - 1月 - 滑川の魚躬地区において農道及び用水路が分断されることを理由とし反対運動が起る[1]。
  - 9月7日 - 西水橋 - 中滑川間（3.9粁）の工事施工認可を申請する[1]。
- 1962年（昭和37年） - 同年より具体的路線を決定して、中滑川駅 - 水橋間約4.5粁の用地買収に着手し、予定買収地約2万2千坪のうち白岩川附近まで1万6千坪の買収を終えた[1]。
- 1964年（昭和39年）
  - 4月1日 - 路線未決定区間であった電鉄富山駅 - 西水橋間に検討を加え、電鉄富山駅 - 稲荷町 - 広田 - 浜黒崎 - 西水橋へ路線変更認可申請を行う[1]。
  - 7月17日 - 同年4月の路線変更認可申請が認可される[1]。
- 1965年（昭和40年）6月28日 - 1961年（昭和36年）の工事施工認可申請が認可される[1]。
- 1966年（昭和41年）6月22日 - 1965年（昭和40年）工事施工を認可された西水橋 - 中滑川間の工事に着手、この時点における工費は電鉄富山駅 - 中滑川駅間で13億円であった[1]。
- 1968年（昭和43年）7月29日 - 1964年（昭和39年）に路線変更認可を受けた計画路線は、常願寺川下流に架橋を要することから資金捻出に困難ありと判断され、よってこれを常願寺川鉄橋東端より分岐して西水橋に至る三郷経由に変更し、認可申請を行う[1]。
- 1973年（昭和48年）
  - 6月19日 - 鉄道敷設免許廃止申請を行う[1]。
  - 7月2日 - その許可を受け、免許を廃止する[1]。